# Hypocarea conspicua
Hypocarea conspicua är en fjärilsart som beskrevs av John Henry Leech 1900. Hypocarea conspicua ingår i släktet Hypocarea och familjen trågspinnare. Inga underarter finns listade i Catalogue of Life.